# Ribesalbes (kommunhuvudort)
Ribesalbes är en kommunhuvudort i Spanien.   Den ligger i provinsen Província de Castelló och regionen Valencia, i den östra delen av landet, 300 km öster om huvudstaden Madrid. Ribesalbes ligger 199 meter över havet och antalet invånare är 1 316.
Terrängen runt Ribesalbes är kuperad åt nordväst, men åt sydost är den platt. Runt Ribesalbes är det ganska tätbefolkat, med 185 invånare per kvadratkilometer. Närmaste större samhälle är Castelló de la Plana, 18,8 km öster om Ribesalbes. 